# Collections du musée d'Art moderne de Troyes
Cette liste répertorie, sans être exhaustive, les œuvres appartenant aux collections du musée d'Art moderne de Troyes, qui compte parmi les plus importants musées de France pour l'art du milieu du XIXe siècle aux années 1960. Celles-ci sont issues de la donation de Pierre et Denise Lévy, industriels troyens, de leur collection d'Art moderne à la ville de Troyes, en 1976. Grâce à cette donation ce sont plus de deux mille œuvres de nature diverse (peintures, sculptures, arts graphiques, arts premiers, verreries, céramiques), provenant de l'une des plus importantes collections privées d'art moderne jamais rassemblée, qui composent ainsi le fonds d'œuvres du musée.
La liste est organisée par ordre alphabétique (nom des artistes) et selon le type d'œuvre.

## Œuvres

### Peinture
- Balthus, 3 peintures ;
- Roger Bissière, 2 peintures ;
- María Blanchard, 2 peintures ;
- Pierre Bonnard, 1 peinture ;
- François Bonvin, 2 peintures ;
- Georges Braque, 1 peinture ;
- Bernard Buffet, 2 peintures ;
- Eugène Carrière, 3 peintures ;

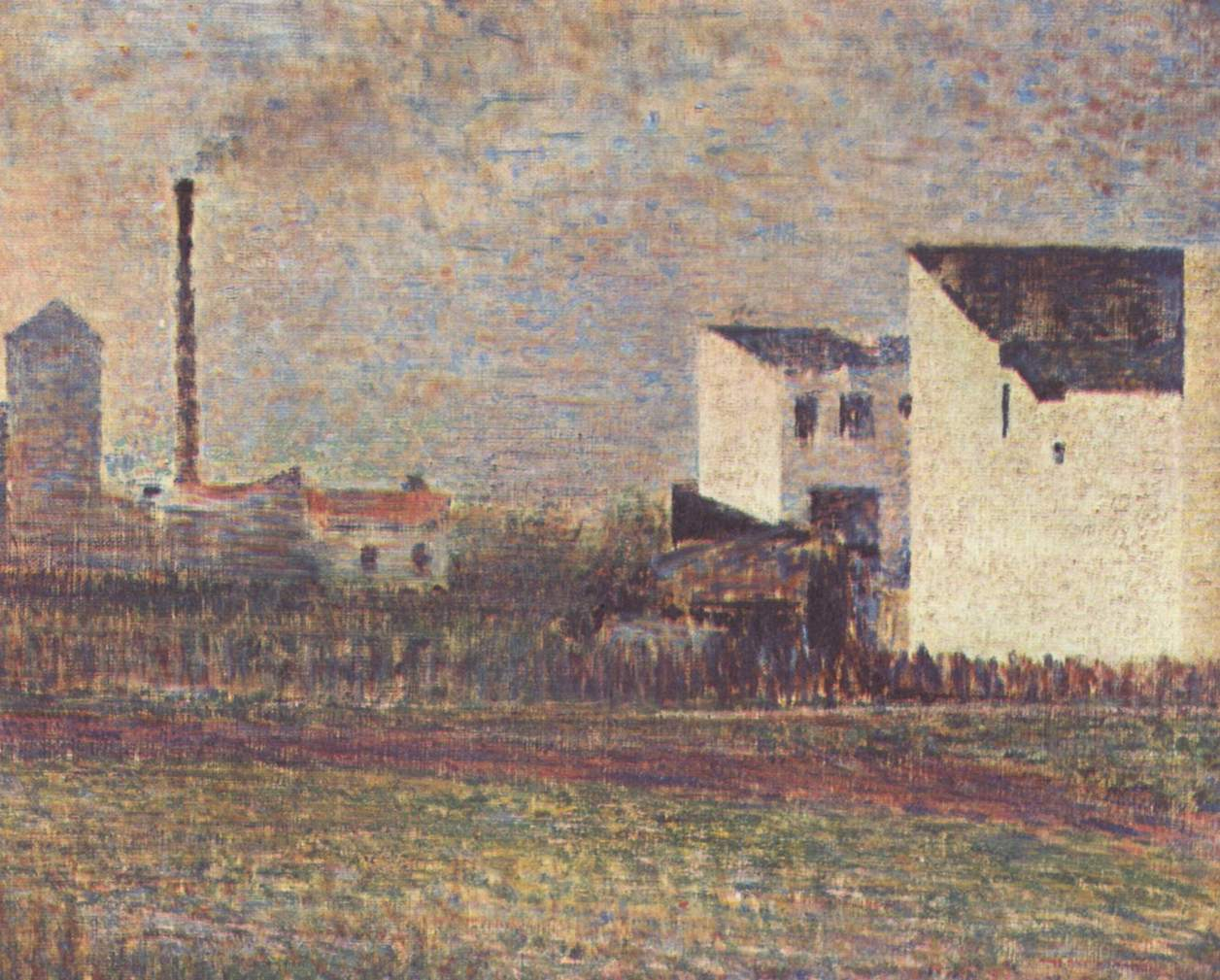
La Banlieue par Georges Seurat, huile sur toile, 1882-1883.

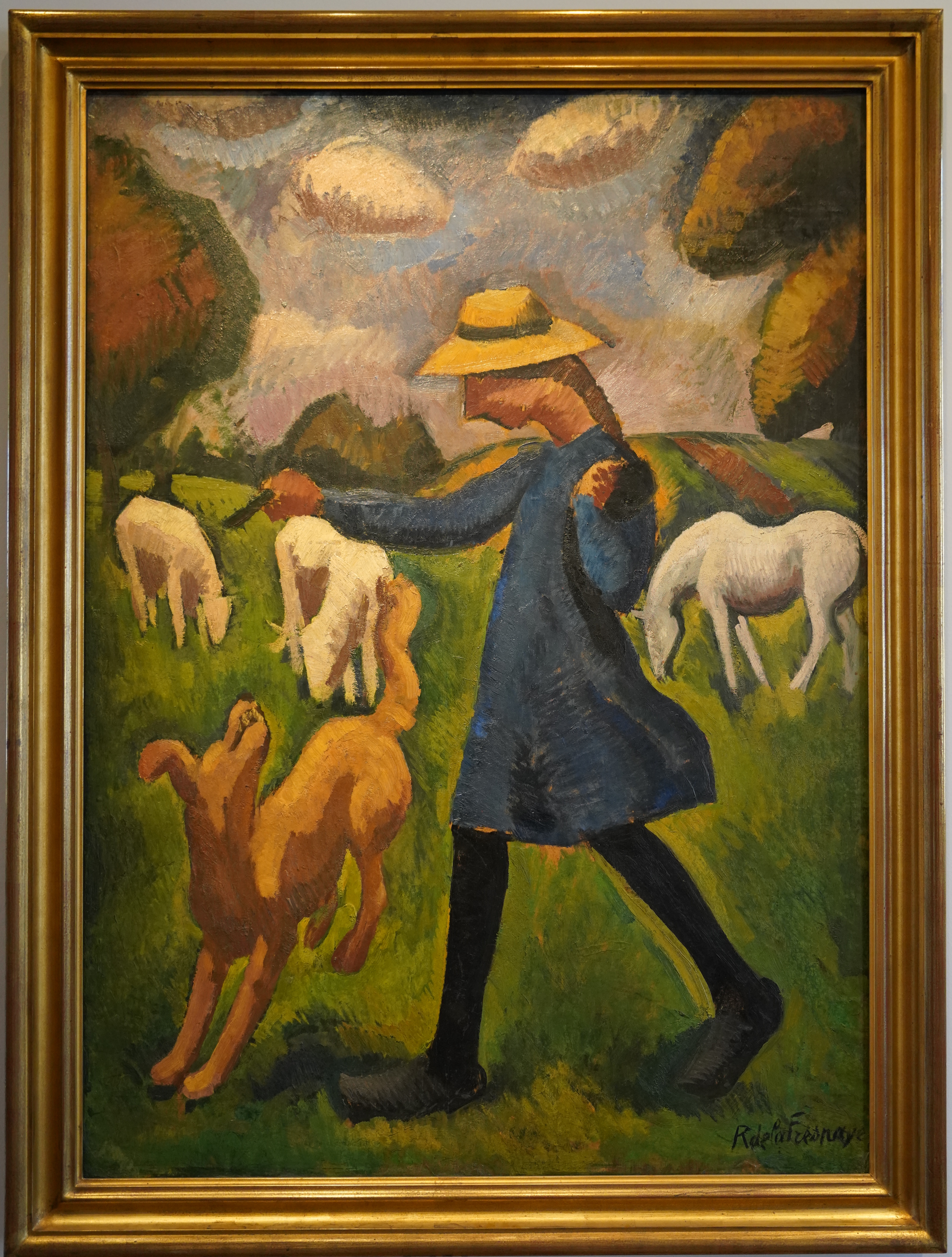
Bergère, Roger de La Fresnaye.

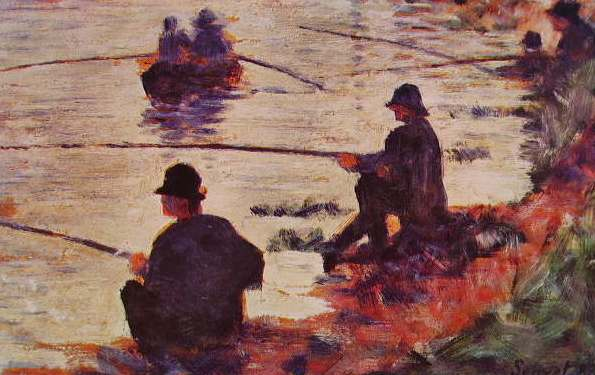
Les Pêcheurs à la ligne par Georges Seurat, huile sur toile, 1883.

- Gustave Courbet, 3 peintures, dont :
  - Paysage de neige dans le Jura, avec chevreuil ;
- Honoré Daumier, 1 peinture ;
- Edgar Degas, 1 peinture ;
- Robert Delaunay, 2 peintures, dont :
  - Les Coureurs ;
- Maurice Denis, 2 peintures ;
- André Derain, 80 peintures, dont :
  - Big Ben ;
  - Le Port de Collioure ;
- Bernard Dufour, 1 peinture
- Raoul Dufy, 7 peintures
- André Dunoyer de Segonzac, 8 peintures
- Max Ernst, 1 peinture ;
- Othon Friesz, 2 peintures ;
- Paul Gauguin, 1 peinture :
  - Jeune Tahitienne ;
- Juan Gris, 1 peinture ;
- Marcel Gromaire, 2 peintures ;
- Armand Guillaumin, 1 peinture ;
- Roger de La Fresnaye, 14 peintures, dont :
  - Jeanne d'Arc ;
- Georges Kars, 4 peintures ;
- Pinchus Krémègne, 1 peinture ;
- Maximilien Luce, 2 peintures ;
- André Masson, 1 peinture ;
- André Mare, 24 peintures ;
- Albert Marquet, 4 peintures ;
- Henri Matisse, 2 peintures, dont :
  - Liseuse ;
- Jean Metzinger, 3 peintures ;
- Jean-François Millet, 3 peintures
- Amedeo Modigliani, 1 peinture :
  - Jeanne Hébuterne ;
- Jean Pougny, 2 peintures ;
- Jean Puy, 3 peintures ;
- Georges Rouault, 2 peintures
- Georges Seurat, 2 peintures :
  - La Banlieue ;
  - Les Pêcheurs à la ligne ;
- Chaïm Soutine, 8 peintures
- Nicolas de Staël, 2 peintures
- Louis Valtat, 4 peintures
- Félix Vallotton, 4 peintures, dont :
  - Portrait d'une femme africaine ;
- Kees van Dongen, 3 peintures
- Jacques Villon, 3 peintures
- Maurice de Vlaminck, 2 peintures
- Édouard Vuillard, 3 peintures

### Sculpture
- Pierre Bonnard, 1 sculpture
- Edgar Degas, 4 sculptures
- André Derain, 77 sculptures
- Charles Despiau, 2 sculptures
- Marcel Gimond, 8 sculptures
- Julio González, 1 sculpture
- Aristide Maillol, 4 sculptures
- Charles Malfray, 1 sculpture
- Auguste Rodin, 2 sculptures
- Pablo Picasso, 1 sculpture
- Rik Wouters, 1 sculpture
- Ossip Zadkine, 1 sculpture

### Sculpture d'art africain

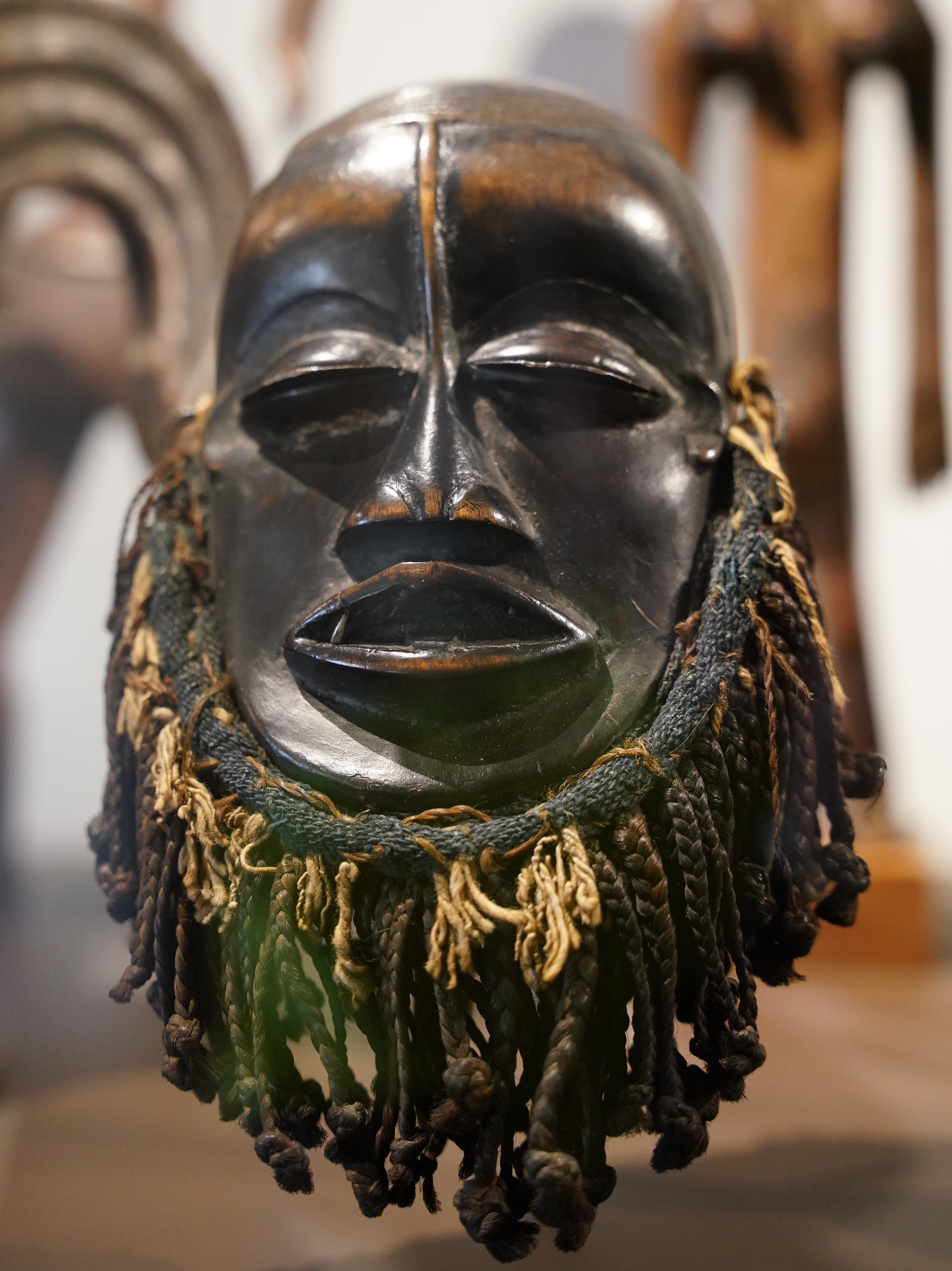
Masque féminin Bétés.

Ensemble qui représente l'influence de l'art africain pour la société et les artistes du début du XXe siècle.
- art Bambara,
- art baoulé,
- art Byeri,
- art senoufo,
- art Lega
- art Bamun.

### Verreries

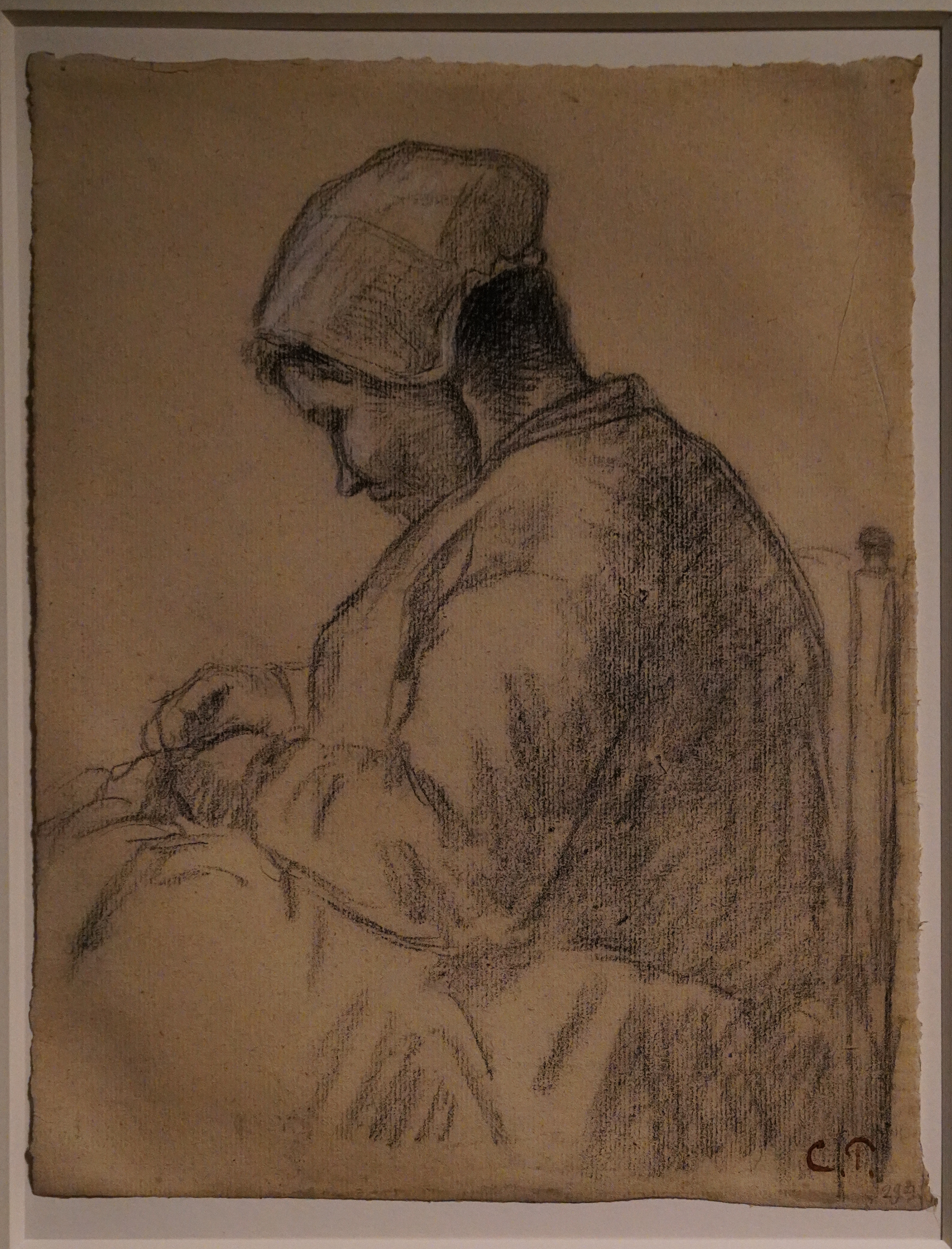
Vieille femme cousant, lithographie de Pissarro.
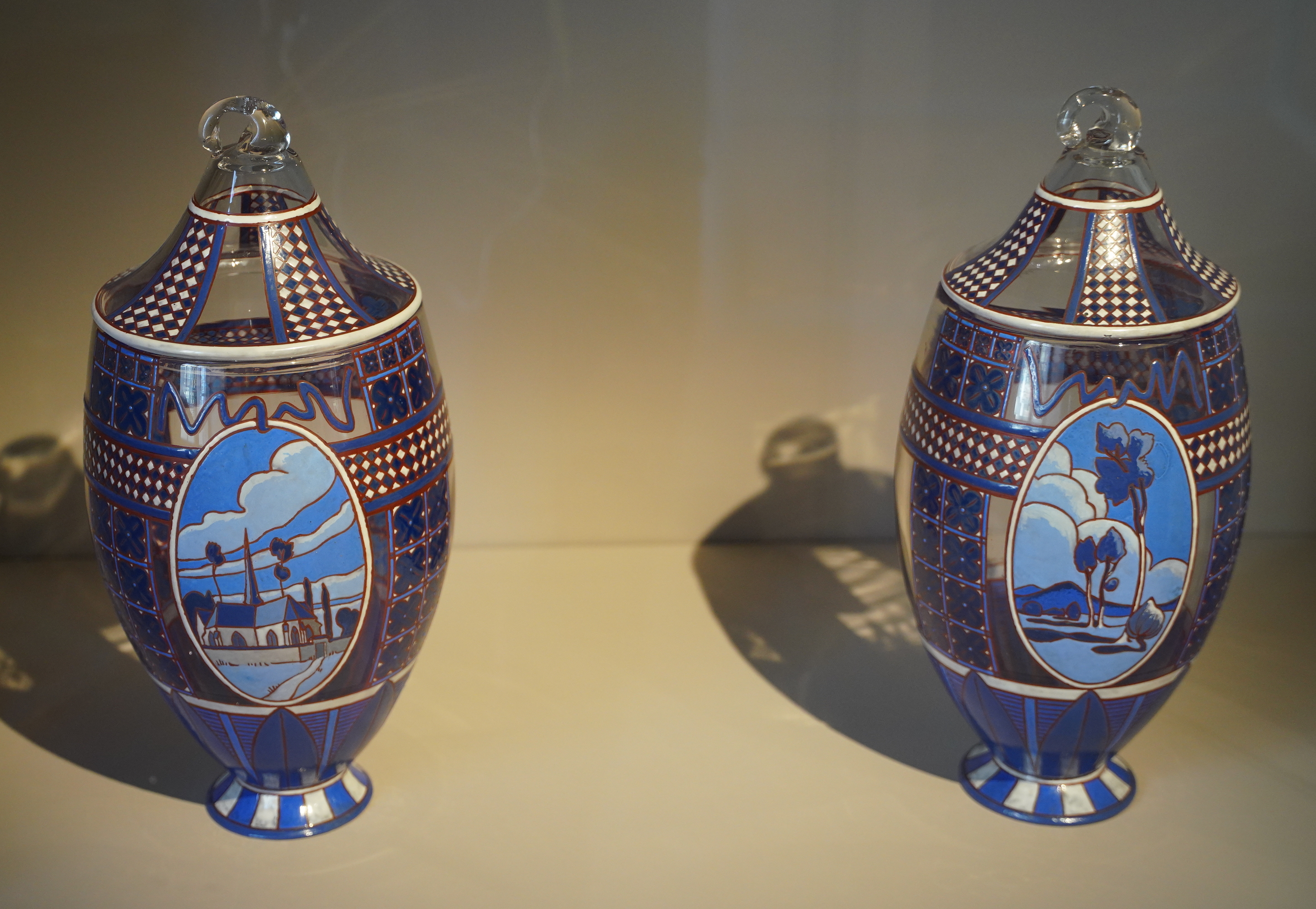
Deux vases à couvercle de Maurice Marinot.
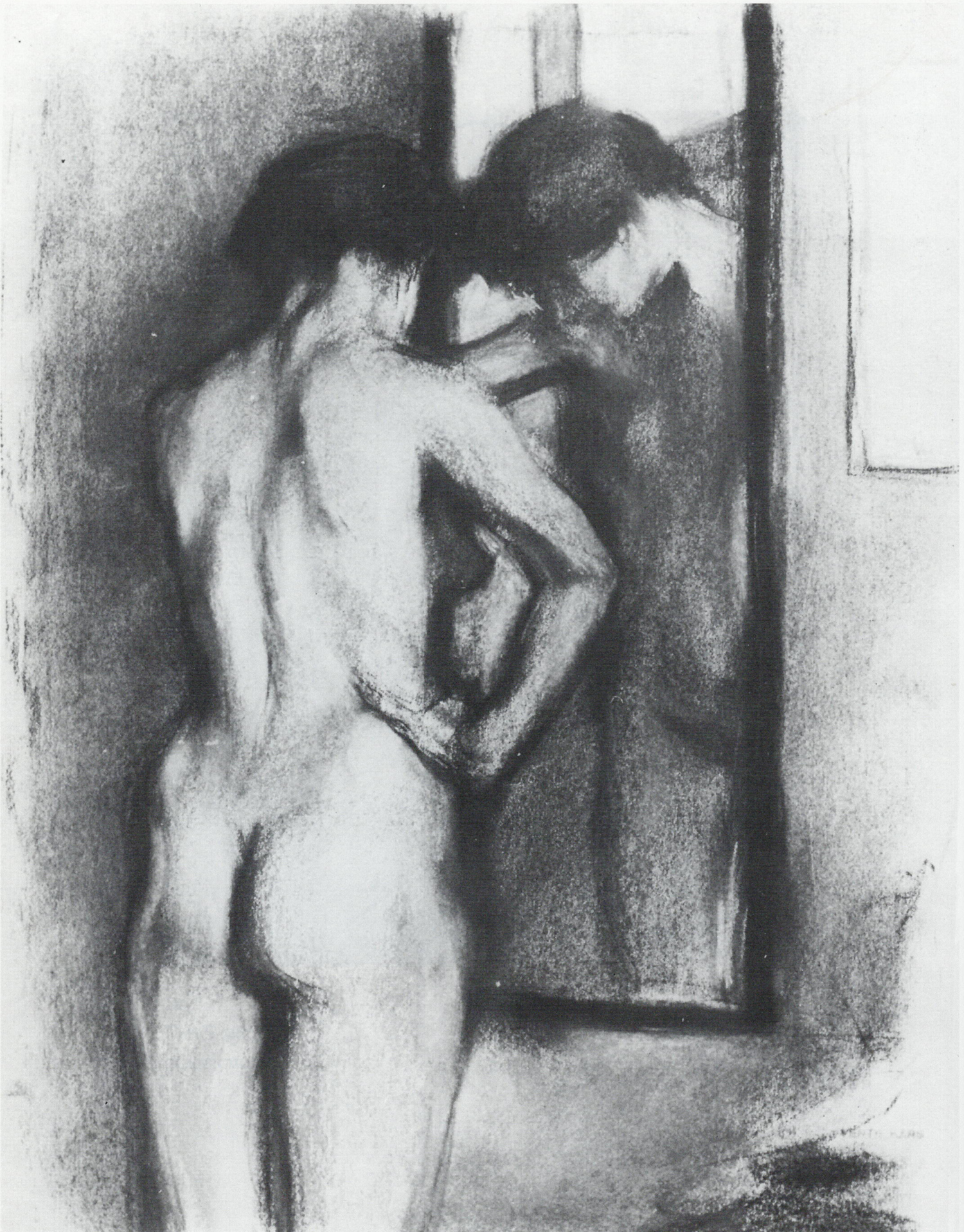
Georges Kars, dessin, femme nue.

- Maurice Marinot, 140 verreries.

### Céramiques
Par André Metthey, seul ou en collaboration avec André Derain, Pablo Picasso, Émile Decœur, Ernest Chaplet ou Émile Lenoble.

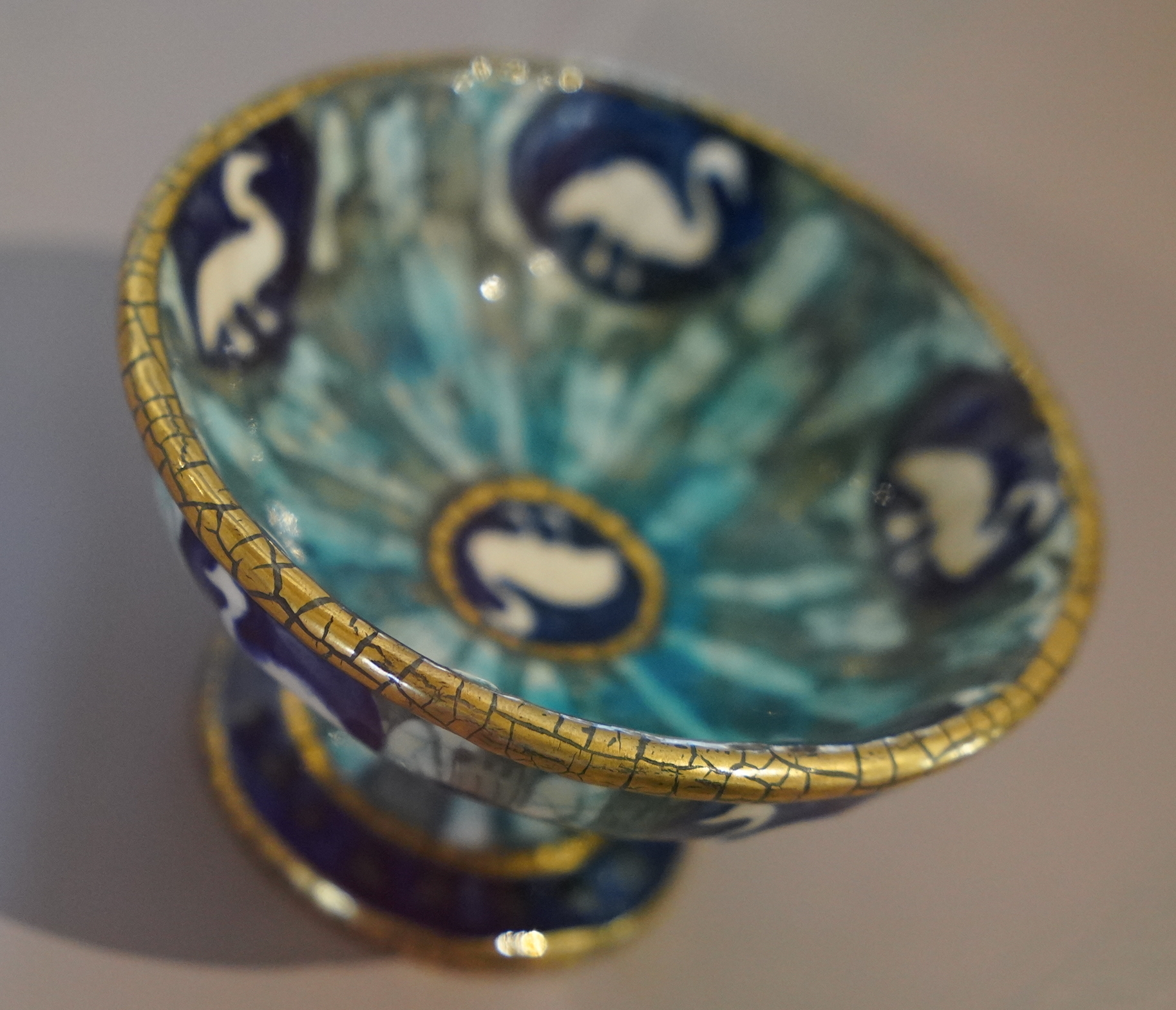
Coupe par Metthey,
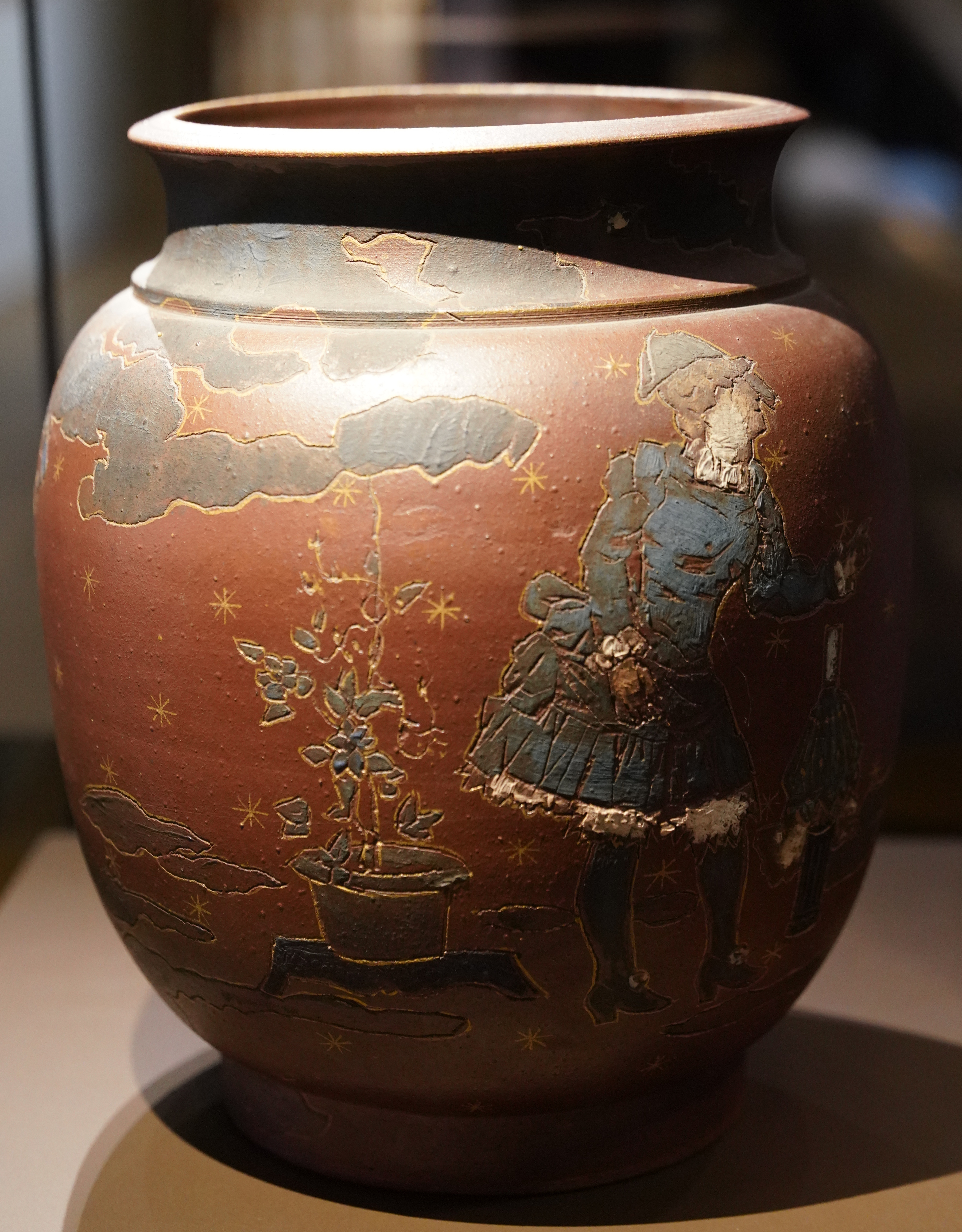
Pierrot et Colombine par Chaplet,
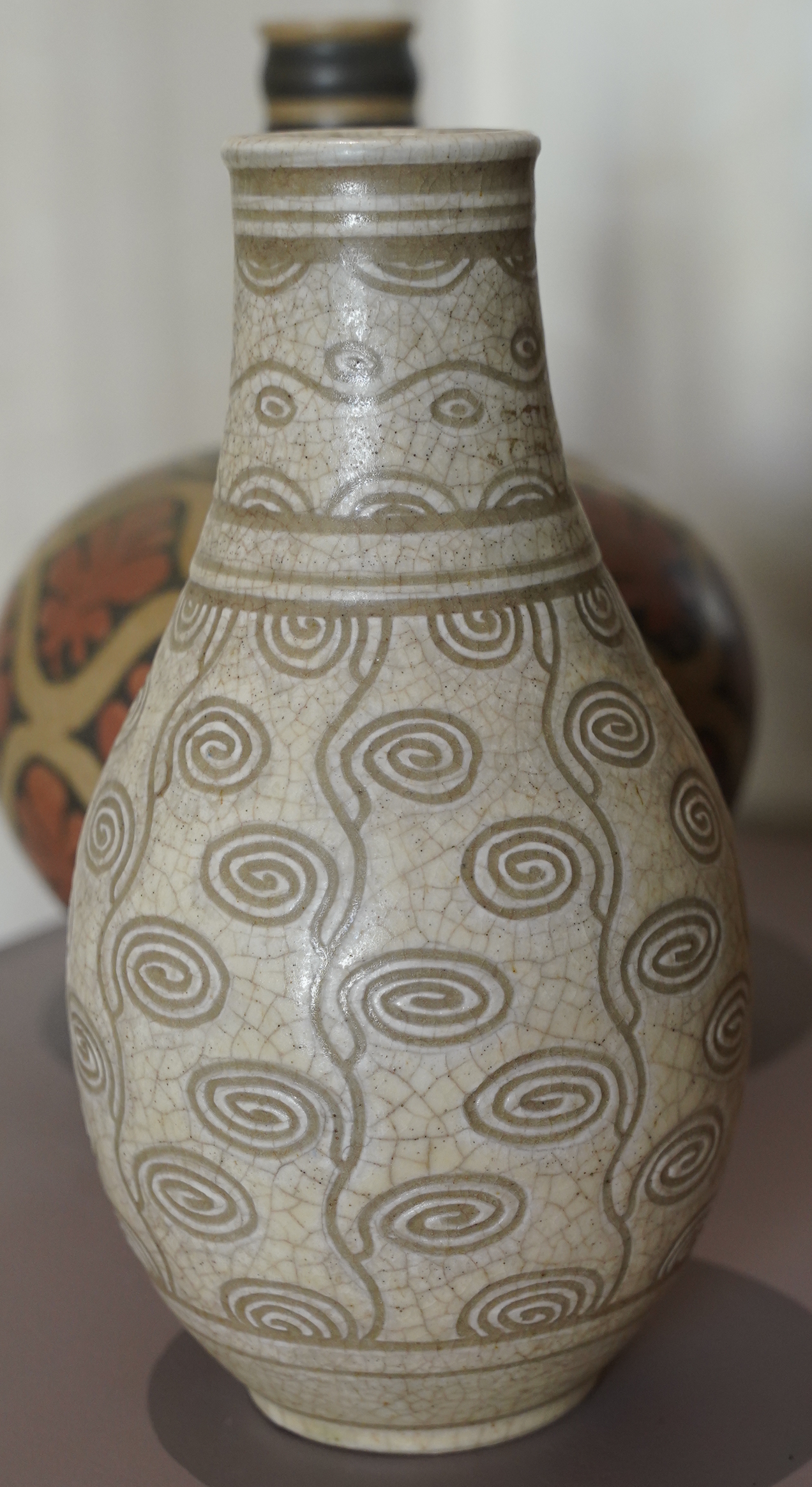
vase à décor végétal de Lenoble,
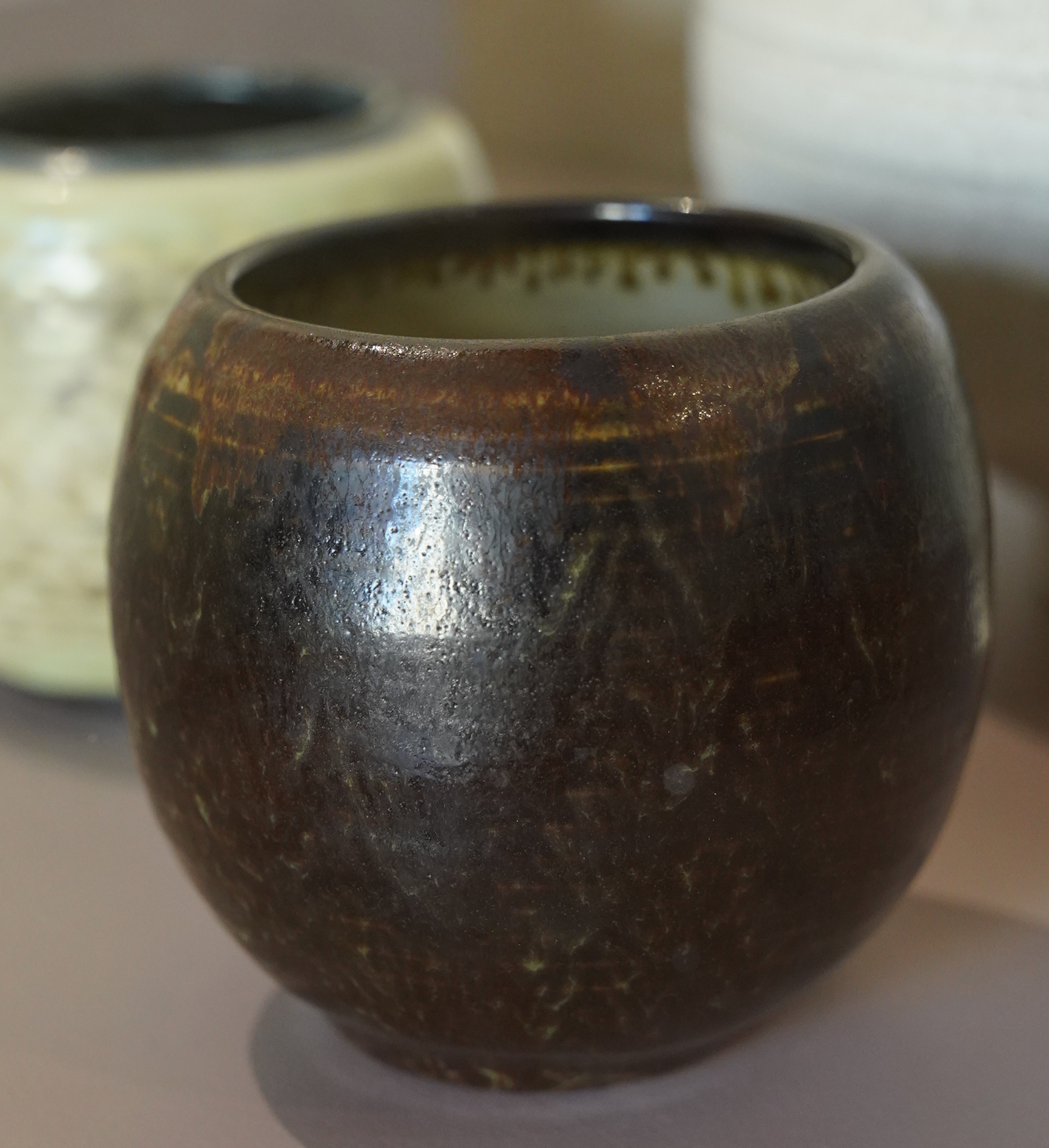
vase boule de Decoeur.

### Lithographies
Par Camille Pissarro, par Georges Kars, par Signac, André Maire, Auguste Herbin.